# Diario de Pontevedra
El Diario de Pontevedra es un periódico español que se edita en la ciudad de Pontevedra  y fue fundado en el año 1889, propiedad desde 1999 del grupo «El Progreso».
Es un periódico de carácter eminentemente local y provincial, centrado en el área metropolitana de Pontevedra. Cuenta con delegaciones en Marín, Bueu, Poyo, Sangenjo y El Grove, Caldas de Reyes, Villagarcía de Arosa, Vigo, Lalín y La Estrada.

## Historia
En el pasado existieron varios periódicos bajo el título de Diario de Pontevedra. Una primera publicación salió a la calle junio de 1879, bajo la dirección de Claudio Cuveiro, aunque la publicación tuvo una corta existencia; cesó unos después, en octubre. En 1887 volvió a publicarse un periódico bajo el título de Diario de Pontevedra. Nacido en sus orígenes como una publicación cercana al Partido Liberal, durante el periodo de la Segunda República mantuvo posturas ultraconservadoras y llegaría a alinearse con el sector más derechista de la CEDA. Continuaría editándose hasta 1939, siendo suspendido tras el final de la Guerra civil.
El 15 de septiembre de 1963 se recuperó para la ciudad esa cabecera, nacida bajo iniciativa de Cámara de Comercio pontevedresa, estableciendo su sede en la calle Rouco. Emilio González de Hoz estaba al frente del Consejo de administración, teniendo a Enrique Paredes como director. Esta publicación, sin embargo, dejó de editarse en septiembre de 1967 por problemas económicos.
Reapareció el 2 de abril de 1968 los trabajadores de Diario de Pontevedra, en un intento de dar viabilidad económica y comercial a la cabecera constituyeron una cooperativa industrial de producción. Esta fórmula se mantuvo hasta la incorporación del Diario al Grupo de Comunicación El Progreso. En 2001, el Diario de Pontevedra abandonó sus instalaciones de la calle Rouco y se trasladó a su sede actual en la calle Lepanto.
El Diario de Pontevedra una vez incorporado plenamente al grupo El Progreso, bajo la presidencia de Blanca García Montenegro, se convirtió en uno de los periódicos de mayor crecimiento de España, tripulado por un grupo de jóvenes, de gran cualificación tanto en el ámbito periodístico como de  gestión y marketing.
El Diario de Pontevedra alcanzó un hito en su audiencia digital en septiembre de 2024, superando por primera vez el millón de usuarios únicos, con un crecimiento del 72% en comparación con el mismo mes de 2023. En el trimestre de julio a septiembre de 2024, la Oficina de Justificación de la Difusión (OJD) certificó cerca de 2,9 millones de usuarios únicos, un aumento del 112,46%. Las visitas totales superaron los 5,9 millones, con un crecimiento del 115%, y las páginas vistas superaron los 12,6 millones, logrando un incremento del 113%. Según el Estudio General de Medios, Diario de Pontevedra se consolidó como el periódico gallego de difusión diaria con el mayor crecimiento en el mercado en 2024, logrando duplicar su audiencia y alcanzando un aumento del 107% en su número de lectores. Su audiencia fue en 2024 de 30.000 lectores, ocupando la quinta posición entre los periódicos más leídos de Galicia, por delante de El Correo Gallego de Santiago de Compostela y La Opinión A Coruña.

## Directores
- Pedro Antonio Rivas Fontenla (1968-1995)
- José Luís Adrio Poza (1995-2000)
- Antón Galocha (2000-2013)
- Pedro Antonio Pérez Santiago (2013-2016)
- Miguel Ángel Rodríguez (2016-Actualidad)